# Collectif de recherche international et de débat sur la guerre de 1914-1918
Le Collectif de recherche international et de débat sur la guerre de 1914–1918 (CRID 14–18) est une association française de chercheurs créée en 2005 et qui a pour but le progrès et la diffusion des connaissances sur la Première Guerre mondiale. Il regroupe des universitaires, des doctorants et des membres de sociétés savantes afin de produire des travaux collectifs (colloques, ouvrages, journées d’étude, etc.).

## Objectifs
Le CRID 14-18 a notamment été créé en réaction à une histoire culturelle de la guerre, qui expliquait la durée du conflit par le « consentement patriotique » : selon cette notion, les soldats auraient « tenu » parce qu'ils étaient pénétrés de patriotisme, de germanophobie et d'une forte volonté de défendre leur pays. Les membres du CRID 14-18 opposent à ces explications psychologiques une lecture sociale de la guerre, insistant sur le poids des institutions et les différences sociales au sein de l'armée française. Ainsi, le patriotisme est surtout le fait d'une élite dont les écrits, largement diffusés, ne sont pas représentatifs de toute la société. Dans le comportement de l'ensemble des soldats, la « contrainte » exercée par l'armée joue un rôle, mais elle n'est pas dissociable d'autres facteurs comme le conformisme social. En ce sens, les membres du CRID refusent de poser la question de la participation à la guerre et de sa durée en termes de choix, ce qui n'exclut pas toute une gamme d'attitudes, y compris changeantes et socialement situées, vis-à-vis du conflit.  C'est à tort que le CRID 14-18 est souvent qualifié « d'école de la contrainte ».  
Il est présidé par Frédéric Rousseau et compte notamment comme membres Rémy Cazals, Nicolas Offenstadt.
Le site internet du CRID 14-18, créé en 2008, propose  un dictionnaire des témoignages, et des ressources bibliographiques ainsi que plus de 8 000 articles pour les amateurs, les chercheurs et les enseignants.